# Obra maestra (gremio)

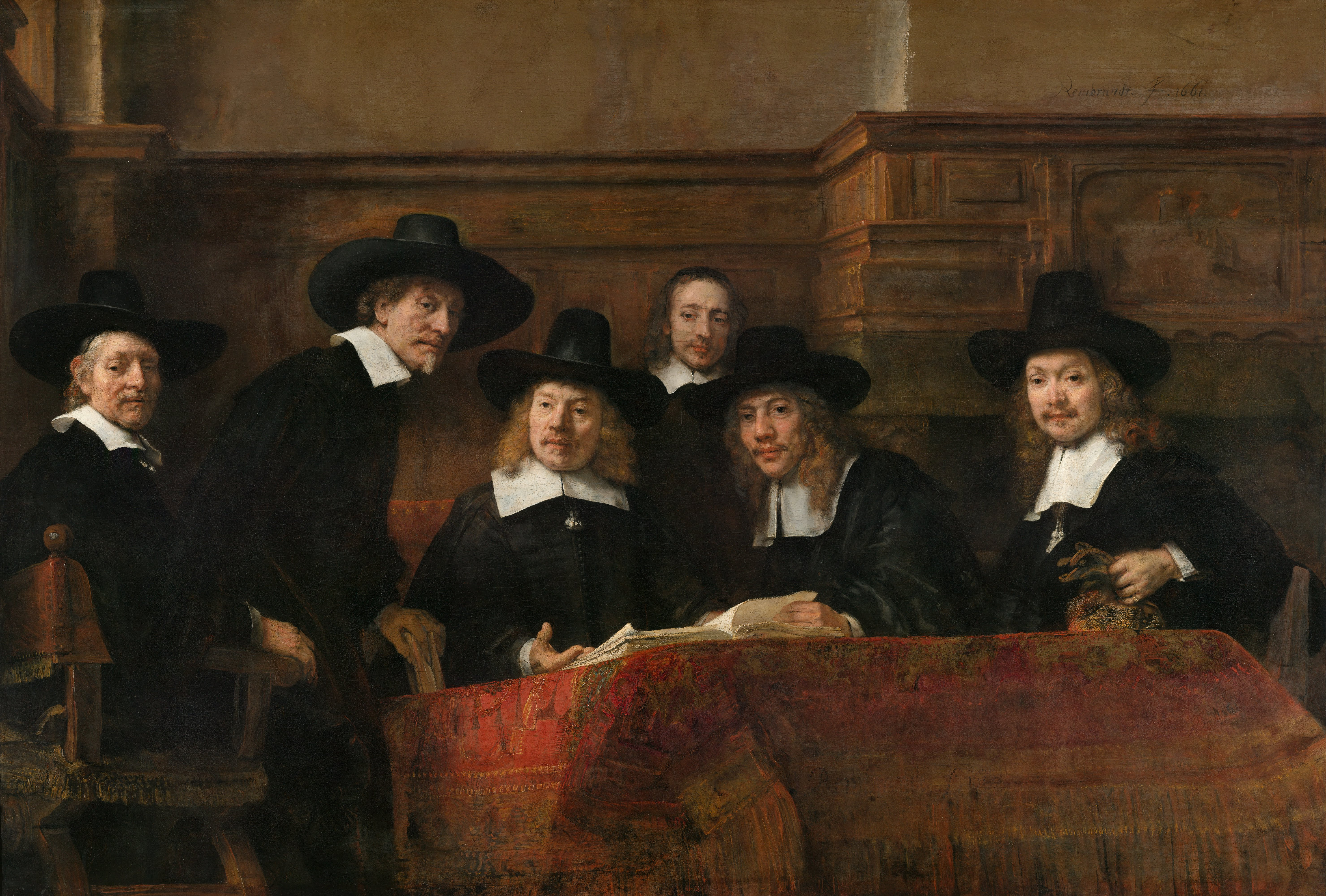
Maestros del gremio de pañeros de Ámsterdam, retratados por Rembrandt (1662)

La obra maestra era el nombre que recibía la pieza artesanal que debía realizar todo oficial que quisiera acceder a la categoría de maestro en el seno de los gremios.

## Historia
Especialmente desde finales del siglo XIV, los oficiales de los gremios que aspiraran a alcanzar el grado de maestro para poder tener su propio taller, y no tener que seguir trabajando para otros a cambio de un salario, debían superar un riguroso examen que consistía en la realización de una pieza que demostrara el conocimiento del oficio y que se denominaba «obra maestra». Sin embargo, los maestros ya establecidos, que no querían que se abriesen más talleres de su mismo oficio, exigían una importante suma de dinero para realizar la prueba, pago del que estaban exentos los hijos de los maestros —y en ocasiones incluso de pasar la prueba—, lo que levantó las protestas de los oficiales que comenzaron a distanciarse del gremio y a formar organizaciones propias para la defensa de sus intereses específicos.